# Tjornaja roza - emblema petjali, krasnaja roza - emblema ljubvi
Tjornaja roza - emblema petjali, krasnaja roza - emblema ljubvi (russisk: Чёрная роза — эмблема печали, красная роза — эмблема любви) er en sovjetisk spillefilm fra 1989 af Sergej Solovjov.

## Medvirkende
- Tatjana Drubich som Aleksandra
- Aleksandr Abdulov som Vladimir
- Mikhail Rozanov som Dmitrij Lobanov (Mitja)
- Aleksandr Basjirov som Anatolij Feoktistovitj (Tolik)
- Ilja Ivanov som Nikolaj Plevakin